# Benigánim
Benigánim (en valenciano y oficialmente Benigànim) es un municipio de la Comunidad Valenciana, España. Se encuentra situado en el sur de la provincia de Valencia y en el centro de las Comarcas Centrales. Dentro de estas pertenece a la comarca del Valle de Albaida. Cuenta con una población de 5695 habitantes (INE 2024).

## Geografía
Situado en el sector nordeste del Valle de Albaida. En su término encontramos zonas de gran interés paisajístico. Un ejemplo es la Solana, donde se han localizado vestigios de antiguos poblamientos que datan del tercer milenio a. C. es decir, del período Calcolítico-Eneolítico de la prehistoria.
Desde Valencia, se accede a esta localidad a través de la A-52 para enlazar con la N-430 y acceder a la CV-610 hacia Gandía y más tarde con la CV-611. Por ferrocarril se puede llegar a través de la línea 47 de Renfe Media Distancia, también conocida como línea Valencia-Játiva-Alcoy.

### Localidades limítrofes
El término municipal de Benigánim limita con las siguientes localidades:
Barcheta, Bellús, Cuatretonda, Genovés, Játiva, Puebla del Duc, Guadasequies y Sempere, todas de la provincia de Valencia.
| Norte: Barcheta, Genovés, Játiva           |  |                   |
| Oeste: Bellús,                             |  | Este: Cuatretonda |
| Sur: Puebla del Duc, Sempere, Guadasequies |  |                   |

## Historia
Se constata el paso del tiempo en el trazado de las calles, en la forma de las casas.
El barrio más antiguo es el conocido como el barrio de la Illeta, con calles estrechas e irregulares, que fecha del siglo XII, cuando el wazir Abu Mahomet Ben Gania recibió este territorio y fundó un nuevo poblado, el cual después de la conquista pasó a manos cristianas. Los nuevos barrios presentan calles más anchas y rectas, pero todas ellas continúan confluido en un punto importante: una plaza, una fuente, una iglesia, etc.
En 1602, Felipe III le concedió el título de villa real, lo que le permitió independizarse de Játiva.
El historiador británico Henry Kamen (1936-) cita el caso del cura párroco de Benigánim, que en 1608 fue juzgado por haber «solicitado» a 29 mujeres, la mayoría solteras, «con palabras lascivas y amorosas para actos torpes y deshonestos».

## Demografía
Benigánim cuenta con una población de 5695 habitantes (INE 2024).
| Gráfica de evolución demográfica de Benigánim entre 1842 y 2021                                                     |
| |
| Población de derecho según los censos de población del INE Población de hecho según los censos de población del INE |

## Comunicaciones

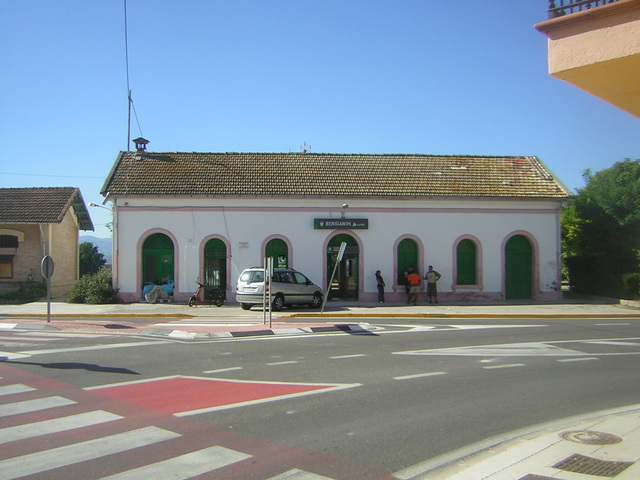
Estación de ferrocarril

### Ferrocarril
La estación de ferrocarril de Benigánim pertenece a la línea 47 de media distancia, conocida como Línea Játiva-Alcoy.

### Carreteras
CV-610 
 CV-611 
 CV-612 

## Economía
La economía de Benigánim se basa en el sector industrial, no obstante también se aprecia una importante actividad comercial y de servicios, siendo el eje urbano predominante de estas características el sector N. E. del Valle de Albaida. La actividad industrial es diversa, predominando las relacionadas con la madera, el vidrio, el textil e industrias menores bastante diversificadas.
Hasta la crisis del barroco en el siglo XVII, la gran fuente de riqueza fue el sector agrícola, especialmente el de la vid, pero a partir de esta fecha decayó el sector y la villa se especializó en pequeños negocios como el comercio de licores y l'arrop i tallaetes originando una clase media casi inexistente en la España de muchos siglos. En la actualidad subsiste una pequeña actividad agrícola.
Predominan los cultivos de secano: vid, olivos y los frutales de secano (ciruelos, albaricoques y melocotones). Las formas de regadío antiguas han sido substituidas por las formas modernas de regadío por goteo sobre todo en los frutales.

## Administración y política
| Periodo   | Nombre                     | Partido   |
| --------- | -------------------------- | --------- |
| 1979-1983 | Francisco Salvador Oliver  | UCD       |
| 1983-1987 | Francisco Salvador Oliver  | AP        |
| 1991-1995 | Francisco Salvador Oliver  | PP        |
| 1995-1999 | Francisco Salvador Oliver  | PP        |
| 1999-2003 | José Ramón Vayá Vicent     | PSPV-PSOE |
| 2003-2007 | José Ramón Vayá Vicent     | PSPV-PSOE |
| 2007-2011 | Juan Antonio Puchades Arce | PP        |
| 2011-2015 | Juan Antonio Puchades Arce | PP        |
| 2015-2019 | Amparo Canals Senabre      | PSPV-PSOE |
| 2019-2023 | Amparo Canals Senabre      | PSPV-PSOE |
| 2023-act. | Yovana Herrero Ríos        | PP        |

## Patrimonio histórico-artístico

### Iglesias
Un conjunto de cinco iglesias conforman la parte mayor del patrimonio de la villa. El itinerario urbano a través de la visita de las mismas, supone todo un recorrido por la historia del arte y de la humanidad, pues contiene la totalidad de estilos desde la Alta Edad Media hasta la primera mitad del siglo XX.
- Iglesia parroquial. Dedicada a San Miguel Arcángel. Del año 1637, es de estilo renacentista, con piedra proveniente de la cantera La Pedrera situada en el propio término municipal. En ella cabe destacar su gran campanario, de la misma planta que el Micalet de Valencia, y que es de gran envergadura y mide 45 m. Cabe destacar la capilla de la Comunión, construida posteriormente y de estilo barroco. Posee en las capillas laterales retablos y esculturas neobarrocas del siglo XX, y en una de ellas, en la capilla del Corazón de Jesús, se custodia la reliquia del Redonet (?).
- Iglesia (y convento) de la Purísima Concepción y de la Beata Inés. Datan de principios del siglo XVI, y han pertenecido hasta hoy a las agustinas descalzas. Entre 1804 y 1810 se levantó un nuevo templo, dirigido por Pascual Ribera de orden jónico, con claustro, crucero, cúpula y seis capillas laterales. Una de estas capillas está reservada a la veneración del sepulcro de la Beata Inés de Benigánim, que vivió en este convento y en él murió a los 71 años de edad; dicha capilla simula un panteón renacentista, y está realizado en mármoles de Carrara y Macael, que custodian el sepulcro de bronce dorado, y combados cristales donde reposan sus reliquias.
- Iglesia de la Virgen de los Desamparados. Conocida popularmente como iglesia de La Ortisa (l'Ortisa) en recuerdo de Leonor Ortiz Mahiques, la persona que la mandó construir en 1910. Es de arte neogótico, con piedra blanca, talla dorada, mármoles y metal en su ornamentación. Cerrada al culto desde hace unos 50 años, cuenta también con una cripta-panteón, toda ella -incluido la ornamentación- realizada en mármol, donde descansan los restos de la fundadora y su familia.
- Iglesia del Santísimo Cristo de la Sangre. Conocida como iglesia del Cristo, situada en el casco antiguo de la localidad. La iglesia se asienta sobre los cimientos de la antigua mezquita árabe. Tras la conquista de Benigánim se realizó un templo románico, del cual hoy se conserva solo el campanario. Más tarde se sustituyó la nave románica por otra gótica, que se conserva en la actualidad. Pero lo más relevante del edificio es el crucero, realizado en el siglo XVIII, el cual contiene un meritorio conjunto pictórico de estilo barroco, en el que se representa la Pasión, y donde se venera la imagen del Cristo de la Sangre; este es una copia de la imagen original, destruida en la guerra civil, y que fue una donación hecha por San Juan de Ribera. En esta iglesia fue bautizada la Beata Inés.
- Iglesia (y convento) de San Francisco de Asís. Situados al final de la colina donde existe un vía crucis, el convento, de frailes franciscanos, fue fundado en 1575, junto con la iglesia primitiva, de una sola nave, que al principio estaba dedicada a San Antonio Abad. En 1671 la iglesia cambió la advocación por San Francisco de Asís; y en 1750 se levantaría la segunda nave, como capilla de la comunión. En esta iglesia se pueden encontrar, en el conjunto del altar mayor de la capilla de comunión, frescos de incalculable valor. Del mismo modo existe una cúpula en la que podemos apreciar ángeles con los signos de la pasión de Cristo. El interior del templo se cubre de ornamentación barroca, consta de coro; y en su fachada hay dos puertas de acceso, así como una espadaña que funciona de campanario.

### Conventos

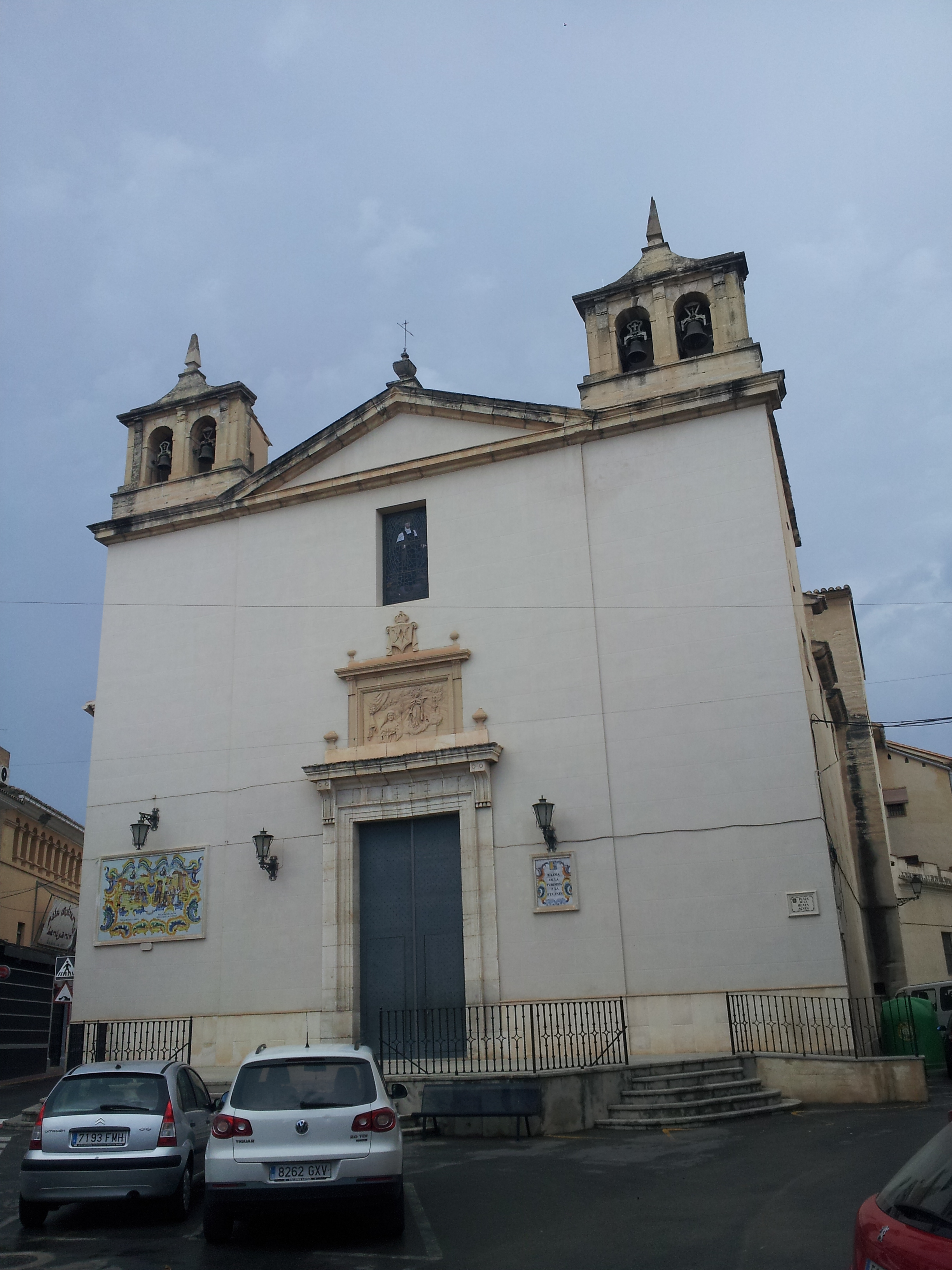
Monasterio de la Purísima, San José y la Beata Inés

- Monasterio de la Purísima Concepción, San José y la Beata Inés. Agustinas Descalzas. Inaugurado en 1611. La hermanas de este convento Josefa María de Santa Inés y Josefa de la Purificación, fueron beatificadas. En cuanto al convento consta de dos claustros y de un gran huerto con una ermita, diversas oficinas conventuales. El convento es una fundación de San Juan de Ribera sobre un colegio para moriscos edificado por Eugenio Tudela (canónigo de la catedral valentina).
- Convento de la Trinidad. Franciscanos. En 1575 fue fundado este convento de Padres Franciscanos. En 1979 fue cedido a la Asociación El Patriarca, dedicada al tratamiento de personas con drogadicción. Las dependencias monacales aún se conservan y son de destacar algunas como el claustro a la entrada y dos grandes alas en las que se puede apreciar cocina o biblioteca, con jardín. Actualmente, desde 2012 se encuentra en reformas, para ser rehabilitado y convertirlo en un centro de acogida para los más necesitados. De ello se ocupan los hermanos de la Tercera orden de San Francisco.
- Asilo del Cristo de la Sangre y la Beata Inés. El asilo se emplaza en el lugar que ocupó la residencia de algún oligarca del poblado árabe, con posterioridad a la Reconquista se convirtió en casa abadía hasta el siglo XVII, en que fue adquirido por una familia para auxilio de pobres. A finales del siglo XIX se construyó el asilo-hospital actual y del que tomaron posesión las hijas de la caridad de San Vicente de Paúl. También alberga desde su fundación una escuela de párvulos. San Juan de Ribera se hospedó en numerosas ocasiones en la citada casa abadía.
- Asilo de Las hermanitas de los pobres y ancianos desamparados. Leonor Ortiz Mahiques en 1912 convierte su casa en un asilo para ancianos pobres y sin hogar del cual toman posesión las hermanitas de los pobres y ancianos desamparados. El edificio tiene como función el centro de salud municipal, y algunas estancias de la zona oeste albergan dependencias culturales. Conserva la fisonomía de la fachada principal, así como el patio central y la parte neogótica oeste.

### Capillas

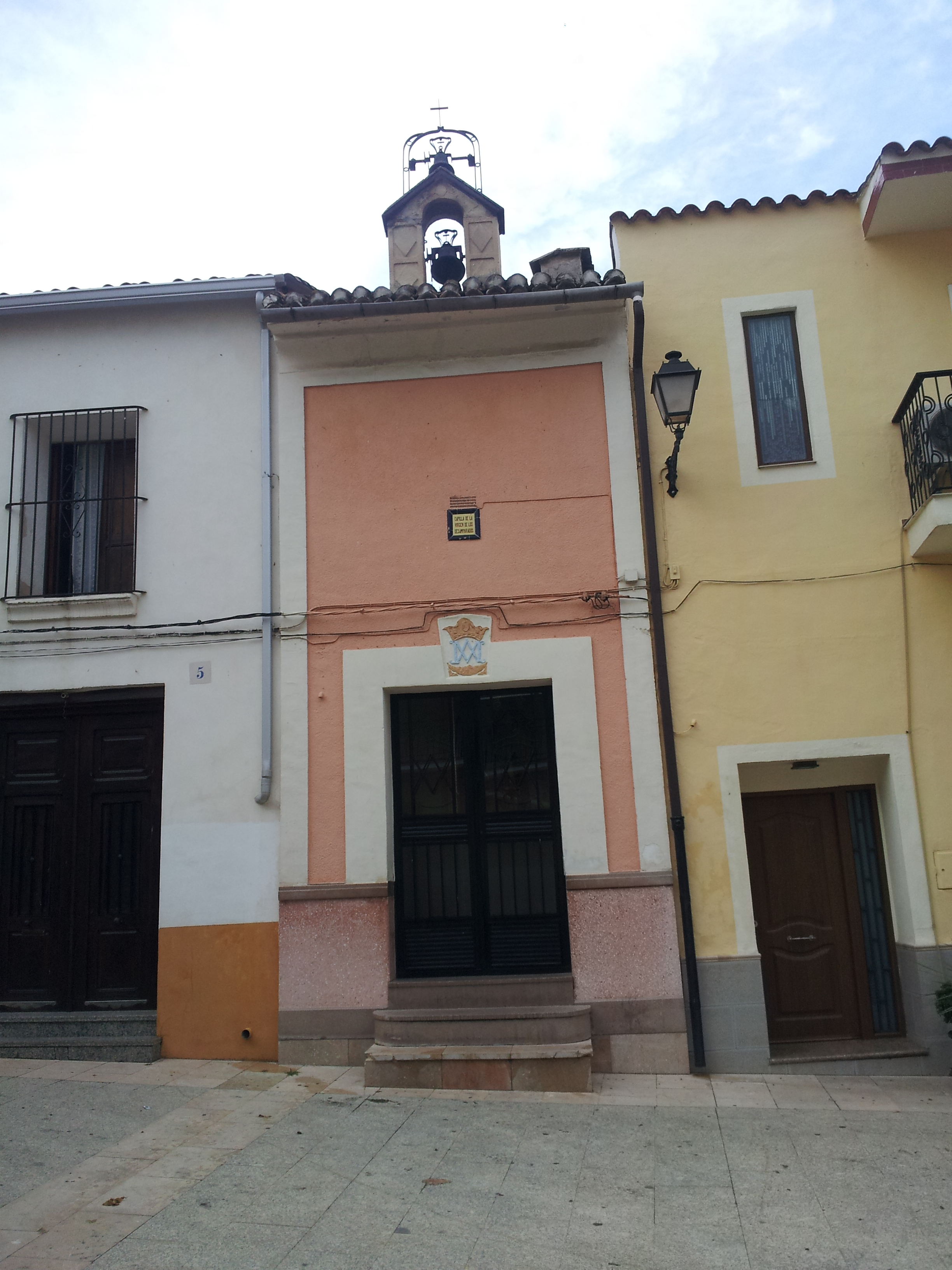
Capilla de la Virgen de los Desamparados

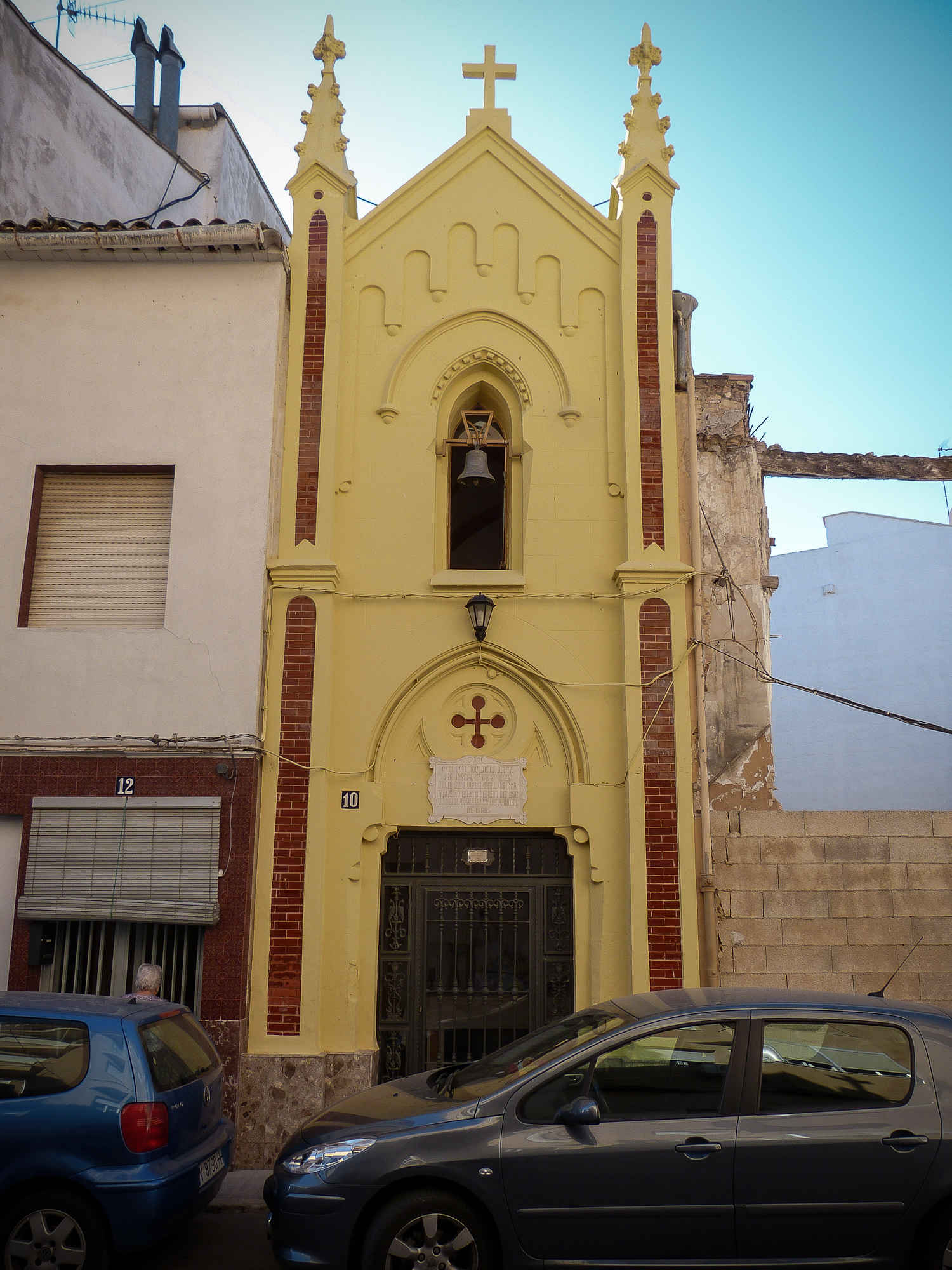
Capilla de la Beata Inés

En esta localidad podemos destacar tres capillas.
- Capilla de Nuestra Señora de los Desamparados. Construida en 1691 para la veneración de dicha imagen. De estilo renacentista y de reducidas dimensiones. Esta pequeña y preciosa iglesia fue costeada y pagada por Leonor Ortiz señora muy rica y sin herederos...
- Capilla de la Virgen de las Nieves. Construida en 1724 aproximadamente, dentro de ella se encuentra la imagen de dicha Virgen.
- Capilla de la Beata Inés. Es la habitación en la que la Beata Inés nació en 1625. Se le venera con una imagen que lleva una azucena en una mano y un libro en la otra. Construida a inicios del siglo XX es de reducido tamaño y de arquitectura historicista, concretamente estilo neogótico.

### Ermitas

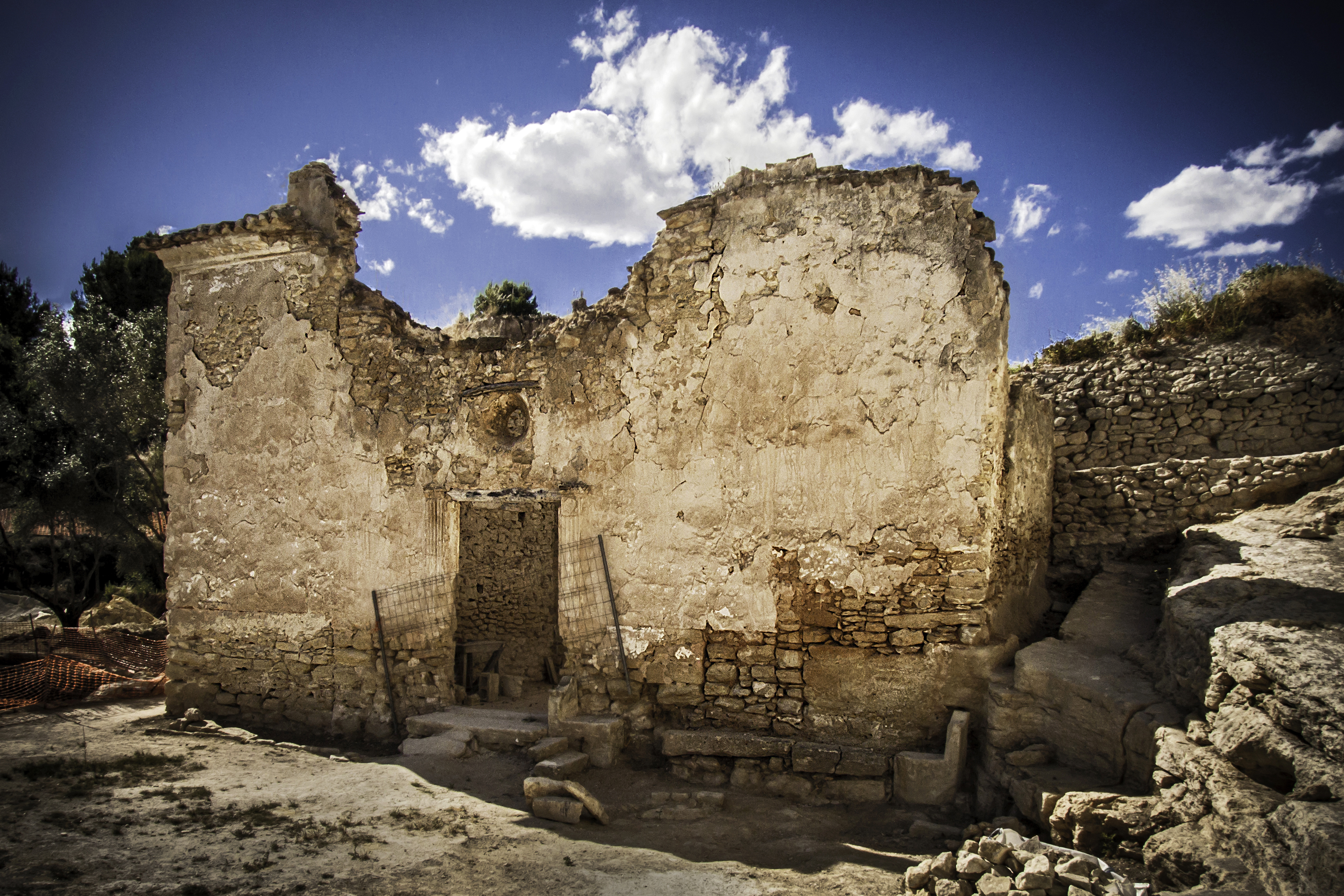
Ermita de la Virgen de Gracia

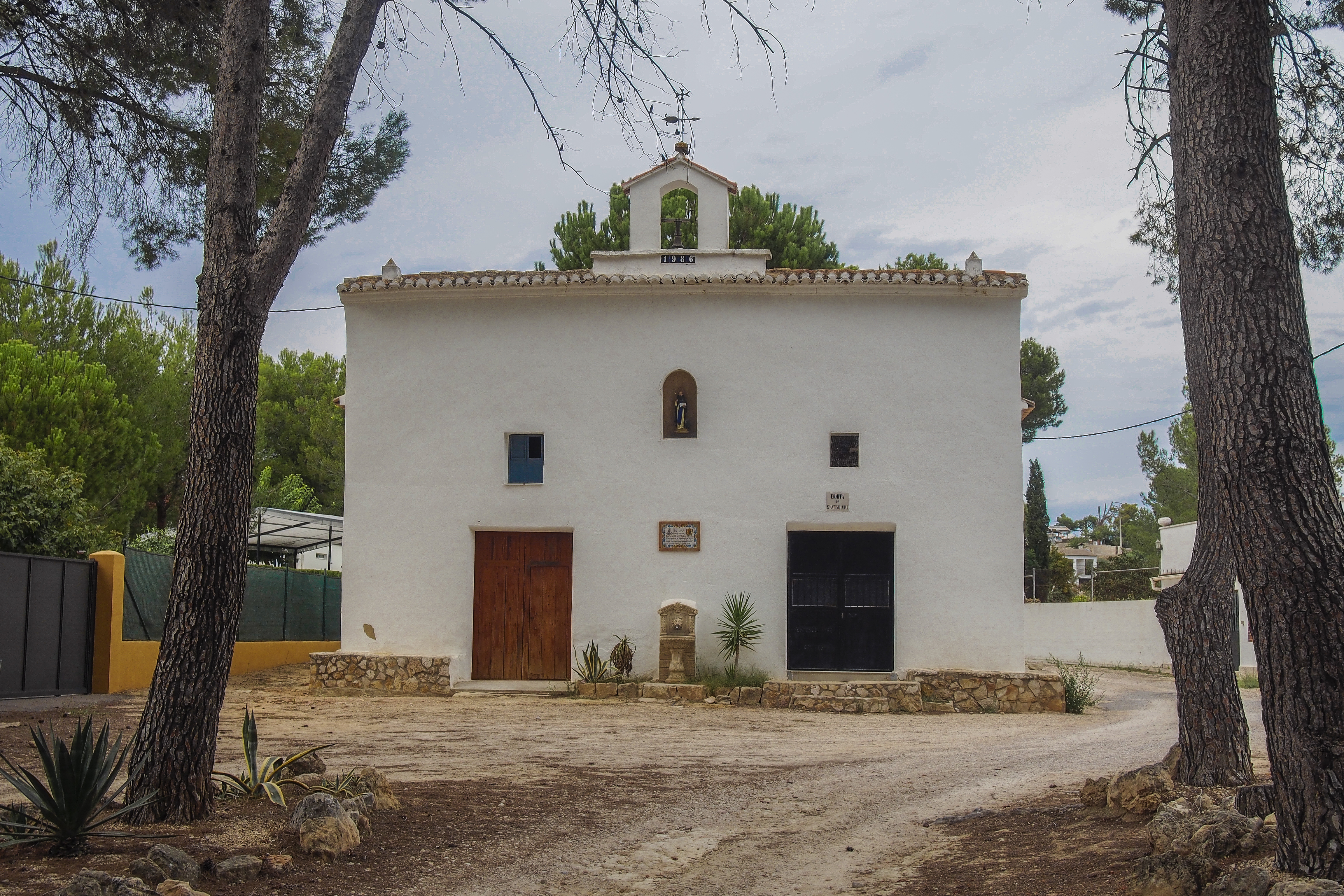
Ermita de San Antonio Abad

En el término municipal de Benigánim se encuentran seis ermitas dedicadas a la virgen y a los santos (la más antigua data del siglo XVI y la más reciente del XX). La mejor conservada y de la cual aún se hace uso es la de San Antonio Abad, situada en las inmediaciones del convento de la Trinidad y en la que todos los años se celebra la fiesta de San Antonio Abad.
- Ermita de la Virgen de Gracia.
- Ermita de San Diego de Alcalá (derribada ilegalmente en 2011).[3]
- Ermita de San Antonio Abad
- Ermita del Niño Jesús.
- Ermita de la Virgen de la Solana.
- Ermita dels Corrals.
- Ermita Casa dels Corporals (desaparecida).

### Calvario
El cerro en el que se asienta el convento de la Trinidad constituye en sí mismo un conjunto histórico, artístico y monumental donde confluyen los edificios del convento, las ermitas de Gracia, San Diego y San Antonio, y otros. El Viacrucis guarda entre sus estaciones con la distancia exacta de la vía sacra de Jerusalén, con construcciones de los siglos XVII y XVIII, como la llamada de la Verónica y otras desaparecidas como la duodécima estación (ahora un simple casalicio).

### Obra civil
- Casa consistorial. Se construyó en 1602, y es de estilo renacentista.
- Casas señoriales. Casa Tudela, Casa Bataller Madramany, Casa Cultura, Casa Cantó la Font. Todas ellas construidas en el siglo XVII son de estilo renacentista (algunas constan de decoración barroca). Son de propiedad privada excepto la de la casa de la Cultura, que funciona como biblioteca y otras funciones de índole cultural y educativa.
- Antiguo cuartel de la Guardia Civil. Situado en el barrio árabe y de estilo renacentista. Se construyó como hospital. En el siglo XX fue cuartel de la Guardia Civil, y actualmente es propiedad privada y no tiene uso público. Según la ficha de la Generalidad Valenciana, se trata de un edificio situado en la plaza de la Morera 8, de 400 m cuadrados que se edificó hacia 1700 como vivienda noble, siendo redistribuido interiormente hacia 1735. En 1844 pasó a ser casa-cuartel de la Guardia Civil, función que desempeñó hasta 1935. En dicha fecha el edificio fue nuevamente transformado, pasado a distribuirse en una cantidad de viviendas para familias con pocos recursos económicos, uso que se le dio hasta fines del siglo XX o inicios del XXI (el texto de la ficha se redactó en 2009 y lo menciona como un hecho reciente). Se menciona también que se utilizó como hospital, si bien durante un breve periodo.[4]
- Casa Ribelles. Adosada al ayuntamiento fue construida en el siglo XVII y en el siglo XIX se la dotó de su actual fachada y de la decoración pictórica de sus estancias. Albergará un museo etnológico además de funciones consistoriales.
- Chalet 2 de mayo. La construcción es un ejemplo de residencia burguesa del siglo XIX de estilo modernista, que en su día funcionó de iglesia protestante.
- Estación del ferrocarril. Construcción de estilo modernista de la segunda mitad del siglo XIX.
- Torreta del Marqués. Su origen se remonta a una fortaleza de seguridad de la Edad Media de la cual conserva su torre, posteriormente fue adquirida por los marqueses del Ràfol que establecieron allí su residencia estival. En la actualidad reutilizada como albergue y granja escuela.
- Heretat del coronal. También originada en la fortaleza de la Edad Media, tenía funciones defensivas y en pasados siglos funciones agrarias. Arquitectónicamente son de relevancia elementos como los arcos, la portalada o la torre.
- Fuentes. Fuente de la plaza Mayor (Construida en piedra y del siglo XIX), fuente del Marqués (con escudo tallado en piedra del marqués del Ràfol), etc.
- Almazara. Obra de mediados del siglo XX donde se elabora aceite de oliva virgen.
- Reloj de sol. Obra vanguardista de Rafael Amorós y Joan Olivares situado en la avenida de la Ortissa.
- Lavadero de la Beata Inés. Construcción de piedra del siglo XIX, ejemplo de la cultura popular valenciana.

## Fiestas

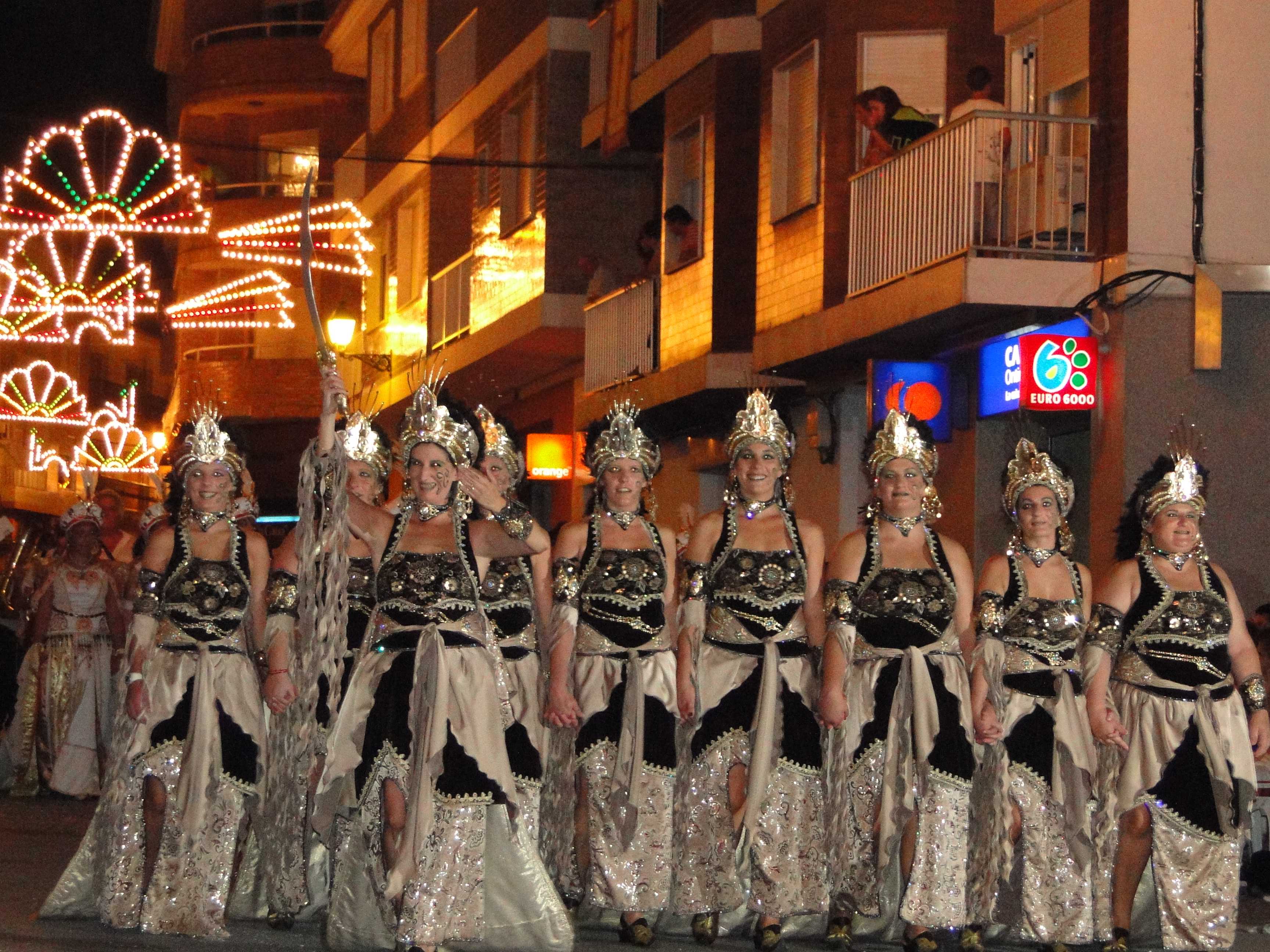
Moros y Cristianos

- Fiestas patronales y de moros y cristianos. Celebra sus fiestas patronales a San Miguel, el último fin de semana de agosto (Fiestas del Cristo). El miércoles es la noche de las paellas (nit de les paelles), el jueves la nit de l'olla, el viernes la presentación, el sábado por la tarde la Entrada de Moros y Cristianos, el domingo se realiza la embajada y por la noche de los disfraces, el lunes se realiza otra "embajada" y una procesión, por último finalizan el martes con una cabalgata.
- Fiesta de la Beata Inés. Se celebra el 21 de enero, pero anteriormente se celebra un novenario, el último día de este, víspera del día de la fiesta, se enciende una hoguera en la plaza de la Beata Inés. A la madrugada empieza el día con la popular despertá y varias misas. A las 17:00 horas da comienzo la procesión (con escenas plásticas de la vida de la Beata). La fiesta concluye con el sorteo de los festeros del año siguiente y con un gran castillo de fuegos de artificio y alberga unas 10 500 personas (6500 habitantes del pueblo)
- Fiesta de San Antonio Abad. El fin de semana que sigue al 17 de enero (día de san Antonio Abad) se celebra la fiesta a este santo, se realiza una hoguera, carreras de caballos, cabalgata y en su ermita tiene lugar misa, procesión, bendición de animales, repartición de panes bendecidos y mascletà.
- Semana Santa. La Semana Santa de Benigànim consta de numerosas celebraciones litúrgicas cuyo acto central es la procesión del Santo entierro de Viernes Santo al anochecer.
- Fiesta del Chopo, fiesta de la Virgen de los Desamparados. Se celebra el segundo fin de semana de mayo. Esta fiesta está dedicada a la Virgen de los Desamparados, y es tradicional el sábado plantar al medio de una plaza un chopo de grandes dimensiones para que el domingo los jóvenes puedan subir a lo más alto de él mismo, también el domingo se celebra la procesión con la imagen de la Virgen por las calles de la barriada.
- Fiesta de la Virgen de las Nieves. Esta fiesta es celebrada el primer fin de semana de agosto en honor a la Virgen de las Nieves. Cabe destacar la noche del sábado con una berbena o discomovil y el domingo la procesión de la imagen recorriendo las calles de la barriada.
- Fiesta de la Virgen del Carmen. Se celebra el día 16 de julio en la calle Almas, en ella se celebra una eucaristía de campaña y después una romería con la imagen de la Virgen del Carmen.
- Fiesta del barrio de la Creueta. Es una fiesta reciente en la que se celebra con juegos populares y una cabalgata de disfraces el último fin de semana de julio.
- Rosario de la Divina Aurora. Cada 1 de mayo los vecinos de la calle de la Aurora recorren en procesión esta vía rezando el ejercicio del Rosario, en honor de su patrona, finalizando con la celebración de la Eucaristía en la iglesia de la Immaculada Concepción (Agustinas Descalzas).
- Purísima Concepción. Cada año el 8 de diciembre y el primer día de mayo jóvenes de la localidad festejan a la Purísima Concepción con la celebración de la Eucaristía y la repartición de pan bendecido.

## Medios de comunicación
- Radio municipal: Tu Radio Benigánim la vall d'Albeida 107.1 Fm.

## Gastronomía

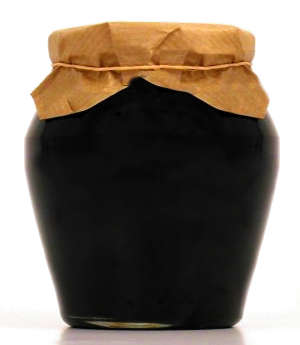
Matraz con arrope

- Arrop i Tallaetes confitura típica de Benigánim. Matraz con arropeEste dulce es típico de las Comarcas centrales de la Comunidad Valenciana, en especial del Valle de Albaida.
- También son muy típicos los platos de arroces (como en toda la provincia), sobre todo el arroz al horno (en valenciano cassola) y la paella (plato típico de la Comunidad Valenciana).

## Deporte

### Entidades deportivas
Al margen de los deportes que se practican en las instalaciones municipales, la localidad cuenta entre otras con las siguientes entidades deportivas
- U.D.Beniganim
- Club Karate Beniganim
- Club Bàsquet Benigànim

## Hermanamientos
| Ciudades hermanadas |                   |                        |                                 |            |        |  |  |  |  |  |  |
| País                | Ciudad            | Fecha de hermanamiento | Web de la ciudad                | Habitantes | Imagen |  |  |  |  |  |  |
| Francia             | Châtenoy-le-Royal |                        | https://www.chatenoyleroyal.fr/ | 6229       |        |  |  |  |  |  |  |